# Microsoft Dynamics AX
Microsoft Dynamics AX（旧称：Axapta）は、マイクロソフト社製のERPソフトウェアパッケージの1つである。
Microsoft Dynamicsシリーズの一製品であるDynamics AXは、会計管理、サプライチェーン管理（販売・購買・在庫）、生産管理/プロジェクト管理、人事管理、BI等のコア機能をはじめ、小売業、プロセス製造業といった業種別ソリューション、さらに業種に特化したパートナーソリューションを含めると幅広い機能構成になる。また最新のマイクロソフト技術を導入し、他のマイクロソフト製品と連携が可能である。Office製品、Outlook等、他のマイクロソフト製品との連携に優れていること、またGUIは個々のユーザーが使いやすいように権限の範囲ないでパーソナライズすることが可能である。カスタマイズが容易でバージョンアップ対応も容易である。現在では130以上の国や地域で12,000社を超える導入実績がある。中堅、中小企業あるいは大企業の子会社など年商30～1,000億円をターゲットとしているが、欧米ではユーザー数が3,000を超える企業など、大企業への導入事例も増えてきている。マイクロソフト製品であることから、

## 歴史
当初、本製品はデンマーク企業 Damgaard Data A/S（設立1983年）により、Axapta 1.0として1998年3月に開発リリースされ、
2000年、同社はNavision Software A/Sと合併、Navision Damgard A/Sを形成（その後社名をNavision A/S）し、
2002年7月11日、マイクロソフトがNavision A/Sを買収、新たにMicrosoft Business Solutions事業部を設立し、ERP製品及びCRMの販売を開始した。2006年3月、マイクロソフトは同製品を.Net対応、XML、ユニコードサポートなどを強化したMicrosoft Dynamics AX 4.0の名称で販売開始、2008年6月に発表されたMicrosoft Dynamics AX 2009の後、2012年10月24日に現行の最新バージョンであるMicrosoft Dynamics AX 2012 R2がリリースされた。

## モジュール

### 会計管理
国際会計基準に対応。一般会計、売掛・買掛管理、予算管理、固定資産管理、締め・決算処理、帳票テンプレート

### サプライチェーン管理（販売・購買・在庫）
販売管理、購買管理、在庫管理、倉庫管理

### 生産管理/プロジェクト管理
生産管理（BOM、MRP）、製造オーダー作成、生産計画、スケジューリング、生産工程、プロジェクト管理

### 人事管理
組織管理、従業員管理、採用管理

### CRM
CRM（マーケティング、セールスフォースオートメーション、サービス管理）
　＊Microsoft Dynamics AXで提供されるCRM機能は、Microsoft Dynamics CRMとは異なります。

### その他の機能
会社間取引、プロダクトビルダ

### BI
Officeアプリケーションとの連携、SQL Serverとの連携、SharePoint Serverとの連携
BI

## パートナーソリューション

### プロセス製造業向け
「Microsoft Dynamics AX プロセス製造向けソリューション」は、製造と販売、物流の各プロセスにおける計画と実行を管理する統合化機能を提供。製造にかかわる資材の発注、原価管理をはじめとした会計業務、法規制への対応などが予め実装されており、プロセス製造業の企業が抱える特有の要件に標準機能で対応している。

### サービス製造業向けソリューション
「Microsoft Dynamics AX プロジェクト管理総合ソリューション」は、設備工事業・エンジニアリング業・システムインテグレータ等のプロジェクト案件を取り扱う事業者向けの統合業務ソリューション。案件の提案活動ステージから販売、購買、生産、人財、会計、そしてプロジェクトの進捗状況や収支・分析までの事業活動全体を支援する。

### 商社向けソリューション
「商社向け ERP ソリューション」は、日本法人の中堅商社や卸売業者が、高品質・低コスト・短納期で本格的な統合型 ERP を導入することを可能にしている。「商社向け ERP ソリューション」は、「Microsoft Dynamics AX 2009」の標準機能に、中堅商社や卸売業者が必要とされる財務管理や販売管理等の全 108 機能（標準：42 機能、拡張：66 機能）を拡張し、外部連携機能や内部統制機能を強化した全 29 シナリオから構成されるソリューションである。さらに、輸出入業務向けに「輸出入管理オプション機能」も準備している（オプション）。

### プロジェクト管理ソリューション
「Dynamics AX 2009 プロジェクト管理ソリューション」は、プロジェクトの制御機能、財務面のモニタリング、およびサプライ チェーンと財務管理プロセスとのリアルタイムな統合を実現することで、プロジェクト管理を容易に可能。

### 生産管理
「Asprova Link for Microsoft Dynamics AX」工程状況の見える化や納期の短縮、在庫の削減によるキャッシュ フローの改善により、経営に寄与する生産システムの構築を実現する。

### 帳票サービス（SVF for Microsoft Dynamics AX）
「SVF for Microsoft Dynamics AX」日本ならではの帳票様式を作成して、業務の現場にあった帳票運用を実現する。Microsoft Dynamics AX からの印刷データをもとに高品位な PDF 帳票を生成／プリンタへの印刷を SVF で実行することができる。

### 帳票サービス（PrintPro for Microsoft Dynamics AX）
「PrintPro for Microsoft Dynamics AX」Microsoft Dynamics AX の印刷操作から直接出力できる機能は、ユーザーに対して ERP の利用を簡単にし、日本の商習慣や企業固有の要求を実現する。

## 競合製品
主な競合製品にはERP世界最大手である独SAPのERP製品群（「SAP S/4HANA」、「SAP Business All-in-One」、「SAP Business ByDesign」、「SAP Business One」）や米Oracleの「Oracle E-Business Suite」、日系ベンダーからは富士通の「GLOVIA」、ワークスアプリケーションズの「COMPANY」などが販売されている。